# Apsilochorema moselyi
Apsilochorema moselyi là một loài Trichoptera trong họ Hydrobiosidae. Chúng phân bố ở miền Australasia.